# Gornji Marinkovac
Gornji Marinkovac es una localidad de Croacia en el municipio de Dubrava, condado de Zagreb.

## Geografía
Se encuentra a una altitud de 119 m s. n. m. a 60.6 km de la capital nacional, Zagreb.

## Demografía
En el censo 2011, el total de población de la localidad fue de 136 habitantes.
Según estimación 2013 contaba con una población de 131 habitantes.